# پیوترکوف پیروشه
پیوترکوف پیروشه (به لهستانی:  Piotrków Pierwszy) یک روستا در لهستان است که در گمینا یابووننا (استان لوبلین) واقع شده‌است. پیوترکوف پیروشه ۷۹۰ نفر جمعیت دارد.